# A Dominikai Köztársaság a 2004. évi nyári olimpiai játékokon
Dominikai Köztársaság a görögországi Athénban megrendezett 2004. évi nyári olimpiai játékok egyik részt vevő nemzete volt. Az országot az olimpián 9 sportágban 33 sportoló képviselte, akik összesen 1 érmet szereztek.

## Érmesek
| Érem  | Versenyző     | Sportág  | Versenyszám     |
| ----- | ------------- | -------- | --------------- |
| Arany | Félix Sánchez | Atlétika | Férfi 400 m gát |

## Asztalitenisz
Férfi
| Versenyző | Versenyszám | 64-es főtábla                                   | 48-as főtábla                                          | 32-es főtábla                                                  | Nyolcaddöntő                                   | Negyeddöntő       | Elődöntő          | Döntő             | Helyezés |
| Versenyző | Versenyszám | Ellenfél Eredmény                               | Ellenfél Eredmény                                      | Ellenfél Eredmény                                              | Ellenfél Eredmény                              | Ellenfél Eredmény | Ellenfél Eredmény | Ellenfél Eredmény | Helyezés |
| --------- | ----------- | ----------------------------------------------- | ------------------------------------------------------ | -------------------------------------------------------------- | ---------------------------------------------- | ----------------- | ----------------- | ----------------- | -------- |
| Luis Lin  | Egyes       | Juzava Rjó (JPN) · 11-8, 7-11, 11-8, 11-3, 11-9 | Alekszej Szmirnov (RUS) · 11-9, 7-11, 11-4, 11-5, 11-6 | Jean-Michel Saive (BEL) · 11-5, 11-4, 5-11, 11-13, 18-16, 11-8 | Vang Hao (CHN) · 5-11, 7-11, 11-7, 10-12, 7-11 | kiesett           | kiesett           | kiesett           | 9.       |

Női
| Versenyző | Versenyszám | 64-es főtábla                                          | 48-as főtábla                                  | 32-es főtábla     | Nyolcaddöntő      | Negyeddöntő       | Elődöntő          | Döntő             | Helyezés |
| Versenyző | Versenyszám | Ellenfél Eredmény                                      | Ellenfél Eredmény                              | Ellenfél Eredmény | Ellenfél Eredmény | Ellenfél Eredmény | Ellenfél Eredmény | Ellenfél Eredmény | Helyezés |
| --------- | ----------- | ------------------------------------------------------ | ---------------------------------------------- | ----------------- | ----------------- | ----------------- | ----------------- | ----------------- | -------- |
| Nieves Wu | Egyes       | Okszana Fagyejeva (RUS) · 9-11, 11-8, 11-6, 11-7, 11-9 | Fudzsinuma Ai (JPN) · 11-13, 7-11, 12-14, 5-11 | kiesett           | kiesett           | kiesett           | kiesett           | kiesett           | 33.      |

## Atlétika
Férfi
| Versenyző      | Versenyszám | Előfutam         | Előfutam         | Előfutam         | Negyeddöntő | Negyeddöntő | Negyeddöntő | Elődöntő | Elődöntő | Elődöntő | Döntő   | Döntő    |
| Versenyző      | Versenyszám | Idő              | Hely.            | Össz.            | Idő         | Hely.       | Össz.       | Idő      | Hely.    | Össz.    | Idő     | Helyezés |
| -------------- | ----------- | ---------------- | ---------------- | ---------------- | ----------- | ----------- | ----------- | -------- | -------- | -------- | ------- | -------- |
| Juan Sainfleur | 100 m       | nem állt rajthoz | nem állt rajthoz | nem állt rajthoz | kiesett     | kiesett     | kiesett     | kiesett  | kiesett  | kiesett  | kiesett | kiesett  |
| Carlos Santa   | 400 m       | 45,31            | 1.               | 4.*              |             |             |             | 45,58    | 4.       | 13.*     | kiesett | kiesett  |
| Félix Sánchez  | 400 m gát   | 48,51            | 1.               | 2.               |             |             |             | 47,93    | 1.       | 1.       | 47,63   |          |

Női
| Versenyző      | Versenyszám | Selejtező | Selejtező | Döntő    | Döntő    |
| Versenyző      | Versenyszám | Eredmény  | Helyezés  | Eredmény | Helyezés |
| -------------- | ----------- | --------- | --------- | -------- | -------- |
| Juana Arrendel | Magasugrás  | 189 cm    | 16.**     | kiesett  | kiesett  |
| Flor Vásquez   | Súlylökés   | 17,99 m   | 14.       | kiesett  | kiesett  |

* - egy másik versenyzővel azonos időt ért el

** - négy másik versenyzővel azonos eredményt ért el

## Birkózás

### Férfi
Kötöttfogású
| Versenyző      | Versenyszám | Csoportkör                                                             | Csoportkör | Negyeddöntő       | Elődöntő          | Bronz- mérkőzés   | Döntő             | Helyezés |
| Versenyző      | Versenyszám | Ellenfél Eredmény                                                      | Hely.      | Ellenfél Eredmény | Ellenfél Eredmény | Ellenfél Eredmény | Ellenfél Eredmény | Helyezés |
| -------------- | ----------- | ---------------------------------------------------------------------- | ---------- | ----------------- | ----------------- | ----------------- | ----------------- | -------- |
| Jansel Ramírez | 55 kg       | A csoport · Majoros István (HUN) · 0-5 · Tojota Maszatosi (JPN) · 0-11 | 3.         | kiesett           | kiesett           | kiesett           | kiesett           | 22.      |

## Cselgáncs
Férfi
| Versenyző      | Versenyszám   | Selejtező         | 32-es főtábla                          | Nyolcaddöntő                     | Negyeddöntő       | Elődöntő          | Vigaszág első kör                   | Vigaszág negyeddöntő | Vigaszág elődöntő | Bronz- mérkőzés   | Döntő             | Helyezés    |
| Versenyző      | Versenyszám   | Ellenfél Eredmény | Ellenfél Eredmény                      | Ellenfél Eredmény                | Ellenfél Eredmény | Ellenfél Eredmény | Ellenfél Eredmény                   | Ellenfél Eredmény    | Ellenfél Eredmény | Ellenfél Eredmény | Ellenfél Eredmény | Helyezés    |
| -------------- | ------------- | ----------------- | -------------------------------------- | -------------------------------- | ----------------- | ----------------- | ----------------------------------- | -------------------- | ----------------- | ----------------- | ----------------- | ----------- |
| Modesto Lara   | Légsúly       |                   | Nomura Tadahiro (JPN) · 0000-1120      |                                  |                   |                   | Oliver Gussenberg (GER) · 0000-0012 | kiesett              | kiesett           | kiesett           |                   | helyezetlen |
| Juan Jacinto   | Harmatsúly    |                   | Muratbek Kipsakbajev (KAZ) · 0000-0100 | kiesett                          | kiesett           | kiesett           |                                     |                      |                   |                   |                   | helyezetlen |
| José Boissard  | Váltósúly     |                   | Florian Wanner (GER) · 0000-1001       | kiesett                          | kiesett           | kiesett           |                                     |                      |                   |                   |                   | helyezetlen |
| José Geraldino | Középsúly     |                   | Toni Besoli (AND) · 1000-0000          | Winston Gordon (GBR) · 0001-1000 |                   |                   | Daniel Kelly (AUS) · 0000-1010      | kiesett              | kiesett           | kiesett           |                   | helyezetlen |
| José Vásquez   | Félnehézsúlyú |                   | Timo Peltola (FIN) · 0001-1001         | kiesett                          | kiesett           | kiesett           |                                     |                      |                   |                   |                   | helyezetlen |

## Ökölvívás
| Versenyző          | Versenyszám  | Selejtező                         | Nyolcaddöntő                 | Negyeddöntő       | Elődöntő          | Döntő             | Helyezés |
| Versenyző          | Versenyszám  | Ellenfél Eredmény                 | Ellenfél Eredmény            | Ellenfél Eredmény | Ellenfél Eredmény | Ellenfél Eredmény | Helyezés |
| ------------------ | ------------ | --------------------------------- | ---------------------------- | ----------------- | ----------------- | ----------------- | -------- |
| Juan Carlos Payano | Légsúly      | Bata-Munka Vankejev (BLR) · 26-18 | Jérôme Thomas (FRA) · 17-36  | kiesett           | kiesett           | kiesett           | 9.       |
| Argenis Mendez     | Harmatsúly   | Makszim Tretyak (UKR) · 24-30     | kiesett                      | kiesett           | kiesett           | kiesett           | 17.      |
| Félix Díaz         | Könnyűsúly   |                                   | Szerik Jeleuov (KAZ) · 16-28 | kiesett           | kiesett           | kiesett           | 9.       |
| Isidro Mosquea     | Kisváltósúly | Hisám Náfíl (MAR) · 40-42         | kiesett                      | kiesett           | kiesett           | kiesett           | 17.      |
| Juan José Ubaldo   | Középsúly    | Hassan Njikam (CMR) · 22-+22      | kiesett                      | kiesett           | kiesett           | kiesett           | 17.      |

## Röplabda

### Női
| #    | Név               | Klub               | Kor                              | Magasság |
| ---- | ----------------- | ------------------ | -------------------------------- | -------- |
| 1    | Annerys Vargas    | Modeca             | 1982. augusztus 7. (22 évesen)   | 191 cm   |
| 3    | Yudelkys Bautista | Mirador            | 1974. december 5. (29 évesen)    | 193 cm   |
| 5    | Evelyn Carrera    | Los Prados         | 1971. október 5. (32 évesen)     | 182 cm   |
| 6    | Alexandra Caso    | Mirador            | 1987. április 25. (17 évesen)    | 168 cm   |
| 7    | Sofia Mercedes    | Independencia      | 1976. május 25. (28 évesen)      | 185 cm   |
| 8    | Juana Savinon     | Evosancris         | 1980. szeptember 13. (23 évesen) | 181 cm   |
| 10   | Milagros Cabral   | Los Cachorros      | 1978. október 17. (25 évesen)    | 185 cm   |
| 11   | Juana González    | Modeca             | 1979. január 3. (25 évesen)      | 185 cm   |
| 12   | Francia Jackson   | Mirador            | 1975. november 8. (28 évesen)    | 168 cm   |
| 14   | Prisilla Rivera   | Deportivo Nacional | 1986. december 29. (17 évesen)   | 183 cm   |
| 15   | Cosiris Rodríguez | San Cristobal      | 1977. augusztus 30. (26 évesen)  | 191 cm   |
| 16   | Kenia Moreta      | Mirador            | 1981. április 7. (23 évesen)     | 191 cm   |
| Edző |                   |                    |                                  |          |
|      | Jorge Garbey      |                    |                                  |          |

- Kor: 2004. augusztus 12-i kora

#### Eredmények
Csoportkör
B csoport
|                             |      | Mérkőzések | Mérkőzések | Szettek | Szettek | Szettek | Pontok | Pontok | Pontok |
| Csapat                      | Pont | Gy         | V          | Sz+     | Sz–     | SzA     | P+     | P–     | PA     |
| --------------------------- | ---- | ---------- | ---------- | ------- | ------- | ------- | ------ | ------ | ------ |
| Kína (CHN)                  | 9    | 4          | 1          | 14      | 4       | 3,500   | 429    | 346    | 1,240  |
| Oroszország (RUS)           | 8    | 3          | 2          | 11      | 8       | 1,375   | 426    | 388    | 1,098  |
| Kuba (CUB)                  | 8    | 3          | 2          | 11      | 10      | 1,100   | 443    | 460    | 0,963  |
| Egyesült Államok (USA)      | 7    | 2          | 3          | 11      | 10      | 1,100   | 472    | 467    | 1,011  |
| Németország (GER)           | 7    | 2          | 3          | 7       | 11      | 0,636   | 387    | 414    | 0,935  |
| Dominikai Köztársaság (DOM) | 6    | 1          | 4          | 3       | 14      | 0,214   | 334    | 416    | 0,803  |

| 2004. augusztus 14. 11:35 | Dominikai Köztársaság (DOM)       | 3–0 | Oroszország (RUS) | Béke és Barátság stadion, Pireusz Nézőszám: 1100 Játékvezető: Juan Angel Pereyra (ARG), Mahmoud Abdel Magid (EGY) |
| 2004. augusztus 14. 11:35 | (17–25, 13–25, 16–25) Jegyzőkönyv |     |                   | Béke és Barátság stadion, Pireusz Nézőszám: 1100 Játékvezető: Juan Angel Pereyra (ARG), Mahmoud Abdel Magid (EGY) |

| 2004. augusztus 16. 11:00 | Kína (CHN)                        | 3–0 | Dominikai Köztársaság (DOM) | Béke és Barátság stadion, Pireusz Nézőszám: 474 Játékvezető: Fotios Lekkas (GRE), Jarmo Salonen (FIN) |
| 2004. augusztus 16. 11:00 | (25–20, 25–16, 25–16) Jegyzőkönyv |     |                             | Béke és Barátság stadion, Pireusz Nézőszám: 474 Játékvezető: Fotios Lekkas (GRE), Jarmo Salonen (FIN) |

| 2004. augusztus 18. 09:00 | Dominikai Köztársaság (DOM)                     | 3–2 | Egyesült Államok (USA) | Béke és Barátság stadion, Pireusz Nézőszám: 750 Játékvezető: Ryszard Dietrich (POL), Fotios Lekkas (GRE) |
| 2004. augusztus 18. 09:00 | (26–24, 22–25, 27–25, 23–25, 19–17) Jegyzőkönyv |     |                        | Béke és Barátság stadion, Pireusz Nézőszám: 750 Játékvezető: Ryszard Dietrich (POL), Fotios Lekkas (GRE) |

| 2004. augusztus 20. 11:00 | Dominikai Köztársaság (DOM)       | 0–3 | Kuba (CUB) | Béke és Barátság stadion, Pireusz Nézőszám: 2323 Játékvezető: Karin Zahorcova (CZE), Georgios Karampetsos (GRE) |
| 2004. augusztus 20. 11:00 | (23–25, 17–25, 23–25) Jegyzőkönyv |     |            | Béke és Barátság stadion, Pireusz Nézőszám: 2323 Játékvezető: Karin Zahorcova (CZE), Georgios Karampetsos (GRE) |

| 2004. augusztus 22. 09:00 | Németország (GER)                 | 3–0 | Dominikai Köztársaság (DOM) | Béke és Barátság stadion, Pireusz Nézőszám: 2300 Játékvezető: Valdir Dellaqua (BRA), Mahmoud Abdel Magid (EGY) |
| 2004. augusztus 22. 09:00 | (25–16, 25–19, 25–21) Jegyzőkönyv |     |                             | Béke és Barátság stadion, Pireusz Nézőszám: 2300 Játékvezető: Valdir Dellaqua (BRA), Mahmoud Abdel Magid (EGY) |

| Csapat                      | Helyezés |
| --------------------------- | -------- |
| Dominikai Köztársaság (DOM) | 11.      |

## Sportlövészet
Férfi
| Versenyző      | Versenyszám | Selejtező | Selejtező | Döntő   | Döntő    |
| Versenyző      | Versenyszám | Pont      | Helyezés  | Pont    | Helyezés |
| -------------- | ----------- | --------- | --------- | ------- | -------- |
| Julio Dujarric | Skeet       | 119       | 21.*      | kiesett | kiesett  |

* - hét másik versenyzővel azonos eredményt ért el

## Súlyemelés
Női
| Versenyző  | Versenyszám | Szakítás | Szakítás | Lökés    | Lökés    | Összesen | Helyezés |
| Versenyző  | Versenyszám | Eredmény | Helyezés | Eredmény | Helyezés | Összesen | Helyezés |
| ---------- | ----------- | -------- | -------- | -------- | -------- | -------- | -------- |
| Wanda Rijo | 75 kg       | 110,0    | 10.      | 127,5    | 10.      | 237,5    | 10.      |

## Taekwondo
Férfi
| Versenyző      | Versenyszám | Nyolcaddöntő               | Negyeddöntő       | Elődöntő          | Vigaszág első kör               | Vigaszág elődöntő         | Bronz- mérkőzés   | Döntő             | Helyezés |
| Versenyző      | Versenyszám | Ellenfél Eredmény          | Ellenfél Eredmény | Ellenfél Eredmény | Ellenfél Eredmény               | Ellenfél Eredmény         | Ellenfél Eredmény | Ellenfél Eredmény | Helyezés |
| -------------- | ----------- | -------------------------- | ----------------- | ----------------- | ------------------------------- | ------------------------- | ----------------- | ----------------- | -------- |
| Yulis Mercedes | Légsúly     | Oscar Salazar (MEX) · 1-10 |                   |                   | Olekszandr Saposnik (UKR) · WDR | Tamer Bayoumi (EGY) · WDR | kiesett           |                   | 5.       |

WDR - visszalépett